# Рибейро, Хулио Рамон
Хулио Рамон Рибейро (исп.  Julio Ramón Ribeyro Zúñiga; 31 августа 1929[…], Лима — 4 декабря 1994[…], Лима) — перуанский писатель, один из крупнейших новеллистов Латинской Америки.

## Биография
Из потомков старинного рода, к которому принадлежали многие крупные фигуры перуанской истории и культуры, деятели образования. После смерти отца семейства экономическое положение семьи, и без того скромное, еще больше осложнилось. Хулио учился в Католическом университете Перу (1946—1952). Начал печататься еще студентом, в 1948 опубликовав в периодике рассказ Серая жизнь (исп. La vida gris).
В 1952 по стипендии для занятий журналистикой приехал в Испанию. Год провел в университете Комплутенсе. В 1953 переехал в Париж для подготовки диссертации в Сорбонне. Но бросил занятия и отправился путешествовать по Европе. Жил и писал в Бельгии и Германии, в 1958 вернулся на родину. Преподавал в Национальном университете San Cristóbal de Huamanga в Аякучо.
В 1961 возвратился в Париж. В течение 10 лет работал в агентстве Франс Пресс, параллельно представляя Перу в ЮНЕСКО. У писателя, заядлого курильщика, обнаружили рак легких. Последние годы жизни он делил между Перу и Францией. Предпочел остаться в стороне от латиноамериканского бума. В 1980-х годах полемизировал с Варгасом Льосой по проблемам развития Перу.
Скончался от рака.

## Книги

### Новеллы
- Стервятники без перьев/ Los gallinazos sin plumas (1954)
- Рассказы по случаю/ Cuentos de circunstancias (1958)
- Бутылки и люди/ Las botellas y los hombres (1964)
- Tres historias sublevantes (1964)
- Los cautivos (1972)
- El próximo mes me nivelo (1972)
- Слово немого/ La palabra del mudo (1973—1977)
- Silvio en El Rosedal (1977)
- Только для курящих/ Sólo para fumadores (1987)
- Relatos santacrucinos (1992)

### Романы
- Хроника Сан Габриэля/ Crónica de San Gabriel (1960, Национальная премия за роман)
- Праздные умники/ Los geniecillos dominicales (1965)
- Смена караула/ Cambio de guardia (1976)

### Пьесы
- Santiago, el Pajarero (1975)
- Atusparia (1981)

### Эссе
- La caza sutil (1975)

### Дневники
- Искушение крахом/ La tentación del fracaso (1987)
- La tentación del fracaso (1992—1995)

### Интервью
- Ribeyro, la palabra inmortal (1995)
- Las respuestas del mudo (1998)

## Признание
Национальная премия по литературе (1983), Национальная премия по культуре (1993). Премия Хуана Рульфо (1994). Проза Рибейро не раз переводилась на английский, немецкий, французский, итальянский, голландский, польский языки.

## Публикации на русском языке
- Рассказы// Иностранная литература, 1979, № 3
- [Рассказы]// Книга песчинок: Фантастическая проза Латинской Америки. Л.: Художественная литература, 1990
- [Рассказы]// Рассказы магов. СПб.: Азбука-Классика, 2002